# 小行星9856
小行星9856（英語：9856）是一颗围绕太阳公转的小行星。1991年3月13日，太空监视在基特峰发现了此天体。
这颗小行星的绝对星等为115.6587260469935等。